# جاستین لمبرگ
جاستین لمبرگ (به انگلیسی: Justin Lemberg) (زادهٔ ۲۳ اوت ۱۹۶۶) شناگر اهل استرالیا است.